# Eressa lasara
Eressa lasara är en fjärilsart som beskrevs av Arnold Pagenstecher. Eressa lasara ingår i släktet Eressa och familjen björnspinnare. Inga underarter finns listade i Catalogue of Life.